# Fläckstrupig kolibri
Fläckstrupig kolibri (Thaumasius taczanowskii) är en fågel i familjen kolibrier.

## Utseende
Fläckstrupig kolibri är en stor och färglös kolibri. Den har matt grön ovansida, ljusgrå undersida med gröna fläckar på strupen och en vit fläck bakom ögat. Arten liknar tumbeskolibrin, men har mycket tydligare fläckar på strupen. De båda delar heller inte utbredningsområde.

## Utbredning och systematik
Fågeln förekommer centrala Andernas västsluttning i norra och centrala Peru. Den behandlas som monotypisk, det vill säga att den inte delas in i några underarter.

### Släktestillhörighet
Arten placeras traditionellt i släktet Leucippus, men genetiska studier visar att arterna i släktet inte står varandra närmast. Den har därför flyttats till släktet Thaumasius tillsammans med nära släktingen tumbeskolibrin.

## Status
Arten har ett stort utbredningsområde och beståndet anses vara stabilt. Internationella naturvårdsunionen IUCN listar den därför som livskraftig (LC).

## Namn
Fågelns vetenskapliga artnamn hedrar den polske zoologen Władysław Taczanowski (1819-1890).